# Élections municipales albanaises de 2023
Les élections municipales albanaises de 2023 se déroulent le 14 mai 2023 afin de renouveler pour quatre ans les maires et conseils municipaux de l'Albanie,.